# Crusade (Fernsehserie)
Crusade ist eine 13 Episoden umfassende US-amerikanische Science-Fiction-Fernsehserie von J. Michael Straczynski aus dem Jahr 1999. Die Serie ist ein Ableger der Fernsehserie Babylon 5. Sie wurde vorzeitig abgesetzt.

## Produktion
Die ersten Ideen für Crusade entwickelten sich Ende 1996, bis ein Jahr später von TNT grünes Licht für die Produktion gegeben wurde. Der Film Babylon 5: Waffenbrüder diente der Serie als Einleitung und Verknüpfung zum Babylon-5-Universum. Als im Jahr 1998 die Vorproduktion begann, kam es während des Castings bereits zu ersten Differenzen zwischen Straczynski und TNT. Die Dreharbeiten begannen im August 1998. Nach Fertigstellung von fünf Episoden wurde die Produktion vorübergehend gestoppt. TNT bestand auf mehreren Änderungen, darunter neue Uniformen für die Besatzung der Excalibur. Außerdem wurde mit Kriegsgebiet eine neue Pilot-Episode gedreht; ursprünglich sollte Der Friedhof der Schiffe die Serie eröffnen. Schließlich wurden acht weitere Folgen produziert, wobei die Verantwortlichen ständig weiter über den Inhalt stritten. Nach Marktanalysen, die TNT nicht zufrieden stellten, wurde die Produktion vollständig eingestellt. Warner Brothers und Straczynski unternahmen den Versuch einer Fortführung bei Sci-Fi, doch die Serie war im Budget des Senders für 1999 nicht vorgesehen. Noch vor Ausstrahlung der ersten Folge auf TNT im Juni 1999 war das Projekt nicht mehr zu retten.
Das Produktionsteam wurde durch das Jet Propulsion Laboratory der NASA unterstützt, um sicherzustellen, dass Wissenschaft und Technik so korrekt wie möglich dargestellt werden.

## Handlung

### Vorgeschichte
Die Serie spielt im Jahr 2267. In ihrem Verlauf wird auf viele Ereignisse Bezug genommen, die in der Vergangenheit im Babylon-5-Universum geschehen sind, speziell in den zehn vergangenen Jahren. Dazu zählen der Krieg gegen die Schatten, der Bürgerkrieg innerhalb der Erdallianz, die Gründung der Interstellaren Allianz und die Unabhängigkeit der Mars-Kolonie, die allesamt in der Fernsehserie Babylon 5 (2257–2262) zu sehen sind. Der fünfjährige Telepathenkrieg (2262–2266), der sich am Ende der fünften Staffel von Babylon 5 anbahnt, ist nur durch Erwähnungen in den Serien, Filmen und Romanen und aus offiziellen Zeitleisten bekannt. Die direkte Vorgeschichte zu Crusade bildet der Fernsehfilm Babylon 5: Waffenbrüder. In dem Film greifen die Drakh, ehemalige Alliierte der Schatten, die Erde an und es gelingt ihnen, eine Biowaffe in der Atmosphäre freizusetzen, die innerhalb von fünf Jahren alles Leben auf dem Planeten auslöschen wird.

### Haupthandlung und geplante Fortführung
Captain Matthew Gideon, Kommandant eines Forschungsschiffes der Erdallianz, erhält das Kommando über die Excalibur, einen neuen Zerstörer der Interstellaren Allianz. Er und seine Crew – allen voran der erste Offizier Lieutenant John Matheson, der Archäologe Max Eilerson, die Schiffsärztin Dr. Sarah Chambers, die Ex-Diebin Dureena Nafeel und der Technomagier Galen – werden auf die Mission geschickt, ein Gegenmittel für die Drakh-Seuche zu finden.
Für drei weitere Episoden, die aufgrund der Absetzung der Serie nicht mehr gedreht wurden, waren die Drehbücher bereits fertig. Ihre Handlung gehört vollständig zum Kanon des Babylon-5-Universums und markiert den Auftakt eines neuen Handlungsstranges, in dem Gideon einer Verschwörung innerhalb der Erdallianz, die mit verbotener Technologie der Schatten experimentiert, auf die Spur kommt.
J. Michael Straczynski äußerte sich zum weiteren Verlauf, den die Serie danach nehmen sollte. Demnach wäre eine Heilung der Drakh-Seuche bereits im Laufe der zweiten Staffel gefunden worden. Nach mehreren Ereignissen befände sich die Crew der Excalibur vor allem auf der Flucht, da man sie für Verräter hält. Die gefundene Heilung für die Erde wirkt anders als angenommen und schließlich wird eine noch größere Verschwörung aufgedeckt.

## Besetzung und Synchronisation
Die Rollen der Darsteller Peter Woodward und Carrie Dobro wurden bereits im Film Waffenbrüder eingeführt. Tracy Scoggins gehörte als Elizabeth Lochley auch zur Hauptbesetzung von Babylon 5 und übernahm in Crusade erneut eine wiederkehrende Rolle. In einer Folge hat Richard Biggs einen weiteren Auftritt als Dr. Stephen Franklin. Für die nicht mehr produzierte Folge Value Judgements hatte Walter Koenig bereits zugesagt, wieder die Rolle des Alfred Bester zu verkörpern.
| Schauspieler       | Rolle             | Synchronsprecher |
| ------------------ | ----------------- | ---------------- |
| Gary Cole          | Matthew Gideon    | Hubertus Bengsch |
| Daniel Dae Kim     | John Matheson     | Oliver Feld      |
| David Allen Brooks | Max Eilerson      | Wolfgang Condrus |
| Marjean Holden     | Sarah Chambers    | Claudia Lehmann  |
| Carrie Dobro       | Dureena Nafeel    | Ulrike Lau       |
| Peter Woodward     | Galen             | Boris Tessmann   |
| Tracy Scoggins     | Elizabeth Lochley | Silvia Mißbach   |

## Reihenfolge der Episoden
Von Beginn an war die korrekte chronologische Reihenfolge der Episoden Gegenstand von Diskussionen. Die Reihenfolge der Erstausstrahlung auf TNT war bereits anders, als von J. Michael Straczynski vorgesehen. Vorrangiger Hintergrund war die Entscheidung des Senders, nach der Produktion der fünf ersten Folgen die Farbe der Uniformen von Grau auf Schwarz zu ändern. Es wurde entschieden, zuerst die Folgen mit schwarzen und danach die acht Folgen mit grauen Uniformen auszustrahlen, was zu diversen Kontinuitätsproblemen führte. Auch die DVD-Veröffentlichung aus dem Jahr 2004 (bzw. 2005 in deutscher Sprache) nutzt diese Reihenfolge. Für eine Wiederholung auf dem Sci-Fi Channel im Jahr 2001 bestimmte Straczynski selbst die Abfolge und ignorierte die durch TNT erzwungenen Änderungen wie die Farbe der Uniform. Schließlich wurde in dem Buch Across Time and Space: The Chronologies of Babylon 5 eine chronologische Reihenfolge vorgestellt, die unter anderem die Farbe der Uniformen und nicht produzierte Episoden berücksichtigt aber dennoch nicht vollständig widerspruchsfrei ist. In der Babylon 5 Enzyklopädie aus dem Jahr 2017 wird eine weitere Reihenfolge verwendet, die versucht, diese Widersprüche auf ein Minimum zu reduzieren (siehe chronologische Reihenfolge im Artikel Crusade/Episodenliste).

## DVD-Veröffentlichung
Crusade ist am 26. August 2005 in deutscher Synchronisation als Box mit fünf DVDs erschienen. Ähnliche Boxen waren bereits am 7. Dezember 2004 in den USA sowie am 28. März 2005 in Großbritannien veröffentlicht worden. In der am 21. November 2005 in Deutschland erschienenen Spacecenter Babylon 5 Superbox ist Crusade jedoch nicht enthalten.